# Anna Banks

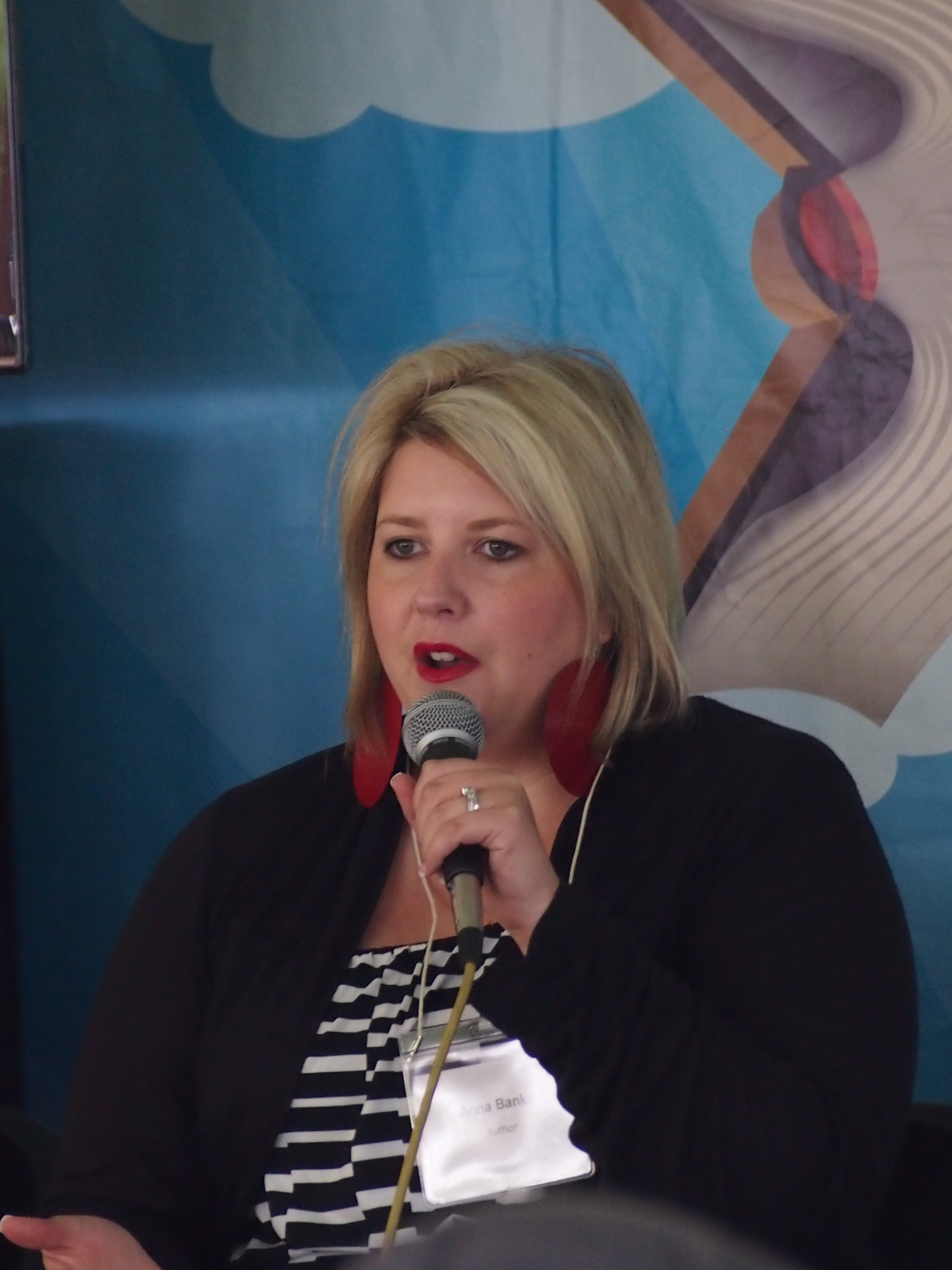
Anna Banks

Anna Banks ist eine US-amerikanische Autorin, die für ihre The New York Times Bestseller Serie Blue Secrets (im Original: Syrena Legacy) bekannt ist. Die Serie ist in Deutschland im cbt Verlag erschienen und wurde von Michaela Link ins Deutsche übersetzt. Sie lebt derzeit mit ihrem Mann und ihrer Tochter in Crestview (Florida). Mad Hatter Entertainment, die Produzenten des Drachenzähmen leicht gemacht Franchise, haben sich die Filmrechte ihrer Blue Secrets Serie gesichert.

## Bibliografie

### Blue Secrets Serie
- Blue Secrets – Der Kuss des Meeres. 2013, ISBN 3-570-30879-0. (Original: Of Poseidon. 2012, ISBN 978-1-250-02736-8.)
- Blue Secrets – Das Flüstern der Wellen. 2014, ISBN 3-570-30915-0. (Original: Of Triton. 2013, ISBN 978-1-250-04431-0.)
- Blue Secrets – Der Ruf des Ozeans. 2015, ISBN 3-570-31005-1. (Original: Of Neptune. 2014, ISBN 978-1-250-03960-6.)

### Andere Bücher
- Nemesis –Geliebter Feind. 2017, ISBN 3-570-31142-2. (Original: Nemesis. 2016, ISBN 978-1-250-07017-3.)
- How To Lose A Bachelor, 2015
- Girls Day Out, 2014
- The Stranger, 2013
- Legacy Lost, 2012